# Copa Africana de Naciones Sub-17 de 2025
La Copa Africana de Naciones Sub-17 de 2025 fue la 15ª edición (20º si se incluyen las ediciones sin anfitrión) del torneo de selecciones juveniles de la Confederación Africana de Fútbol, solo la pueden disputar jugadores de 17 años o menos.
Marruecos fue seleccionada como anfitrión del torneo el 16 de diciembre del 2024, y este se jugó desde el 30 de marzo hasta el 19 de abril del 2025, los 8 cuartofinalistas y los 2 mejores terceros de la fase de grupos clasificaron a la Copa Mundial de Fútbol Sub-17 de 2025 que realizó en Catar en el mes de noviembre, como representantes de África.
Marruecos logró su primer título en el torneo. 
Es la primera edición en contar con 16 participantes.

## Elegibilidad del jugador
Los jugadores nacidos el 1 de enero de 2008 o después fueron elegibles para participar en esta edición del torneo.

## Equipos participantes
En cursiva el equipo debutante.
| Equipos participantes | Equipos participantes | Equipos participantes    | Equipos participantes |
| --------------------- | --------------------- | ------------------------ | --------------------- |
| Angola                | Egipto                | República Centroafricana | Tanzania              |
| Burkina Faso          | Gambia                | Senegal                  | Túnez                 |
| Camerún               | Malí                  | Somalia                  | Uganda                |
| Costa de Marfil       | Marruecos             | Sudáfrica                | Zambia                |

## Sorteo
El sorteo se realizó el 13 de febrero de 2025 en El Cairo, Egipto. Los 16 equipos fueron sorteados en cuatro grupos de cuatro equipos.

## Sedes
| Berrechid                      | El Yadida         | Berrechid El Yadida Mohammedia Casablanca | Casablanca           | Mohammedia        |
| ------------------------------ | ----------------- | ----------------------------------------- | -------------------- | ----------------- |
| Estadio Municipal de Berrechid | Estadio El Abdi   | Berrechid El Yadida Mohammedia Casablanca | Estadio Larbi Zaouli | Estadio El Bachir |
| Capacidad: 5,000               | Capacidad: 15,000 | Berrechid El Yadida Mohammedia Casablanca | Capacidad: 18,600    | Capacidad: 10,000 |
|                                |                   | Berrechid El Yadida Mohammedia Casablanca |                      |                   |

## Fase de grupos
- Todos los partidos se celebraron en Marruecos.
- Los horarios indicados son UTC+1.

### Grupo A
| Equipo        | Pts | PJ | PG | PE | PP | GF | GC | Dif | Clasificación                                         |
| ------------- | --- | -- | -- | -- | -- | -- | -- | --- | ----------------------------------------------------- |
| Marruecos (H) | 7   | 3  | 2  | 1  | 0  | 8  | 0  | +8  | Cuartos de final y Copa Mundial de Fútbol Sub-17 2025 |
| Zambia        | 7   | 3  | 2  | 1  | 0  | 6  | 2  | +4  | Cuartos de final y Copa Mundial de Fútbol Sub-17 2025 |
| Uganda        | 3   | 3  | 1  | 0  | 2  | 4  | 7  | -3  | Playoffs de la Copa Mundial Sub-17 de la FIFA         |
| Tanzania      | 0   | 3  | 0  | 0  | 3  | 1  | 10 | -9  |                                                       |

| 30 de marzo de 2025 | Marruecos                                                   | 5:0     | Uganda | Estadio El Bachir, Mohammedía, Marruecos |                                |
| 22:00               | - Belmokhtar 3', 32' (pen.) - Ait Cheikh 8' - Baha 24', 71' | Reporte |        | Árbitro(s): Brahamou Sadou Ali           | Árbitro(s): Brahamou Sadou Ali |

| 31 de marzo de 2025 | Tanzania      | 1:4     | Zambia                                                  | Estadio El Bachir, Mohammedía, Marruecos |                                       |
| 14:00               | - Sagwe 90+5' | Reporte | - Kalimina 8' - Nyirongo 45' - Mutale 79' - Phiri 90+6' | Árbitro(s): Vincentia Enyonam Amedome    | Árbitro(s): Vincentia Enyonam Amedome |

| 3 de abril de 2025 | Uganda                                           | 3:0     | Tanzania | Estadio El Bachir, Mohammedía, Marruecos |                                     |
| 17:00              | - Wanyama 61' - Okello 85' - Bogere 90+2' (pen.) | Reporte |          | Árbitro(s): Lominson Todihajaniaina      | Árbitro(s): Lominson Todihajaniaina |

| 3 de abril de 2025 | Zambia | 0:0     | Marruecos | Estadio El Bachir, Mohammedía, Marruecos |                            |
| 20:00              |        | Reporte |           | Árbitro(s): Vincent Kabore               | Árbitro(s): Vincent Kabore |

| 6 de abril de 2025 | Marruecos                           | 3:0     | Tanzania | Estadio El Bachir, Mohammedía, Marruecos |                              |
| 20:00              | - Belmokhtar 76' - Ouazane 81', 84' | Reporte |          | Árbitro(s): Brighton Chimene             | Árbitro(s): Brighton Chimene |

| 6 de abril de 2025 | Uganda       | 1:2     | Zambia                   | Estadio Larbi Zaouli, Casablanca, Marruecos |                                   |
| 20:00              | - Torach 49' | Reporte | - Chipelu 20' - Daka 86' | Árbitro(s): Abdulwahid Huraywidah           | Árbitro(s): Abdulwahid Huraywidah |

### Grupo B
| Equipo       | Pts | PJ | PG | PE | PP | GF | GC | Dif | Clasificación                                         |
| ------------ | --- | -- | -- | -- | -- | -- | -- | --- | ----------------------------------------------------- |
| Burkina Faso | 9   | 3  | 3  | 0  | 0  | 6  | 2  | +4  | Cuartos de final y Copa Mundial de Fútbol Sub-17 2025 |
| Sudáfrica    | 4   | 3  | 1  | 1  | 1  | 4  | 5  | -1  | Cuartos de final y Copa Mundial de Fútbol Sub-17 2025 |
| Egipto       | 3   | 3  | 1  | 0  | 2  | 6  | 7  | -1  | Playoffs de la Copa Mundial Sub-17 de la FIFA         |
| Camerún      | 1   | 3  | 0  | 1  | 2  | 2  | 4  | -2  |                                                       |

| 31 de marzo de 2025 | Burkina Faso       | 2:1     | Camerún        | Estadio Larbi Zaouli, Casablanca, Marruecos |             |
| 17:00               | - Tapsoba 19', 41' | Reporte | - Nyangono 75' | Árbitro(s):                                 | Árbitro(s): |

| 31 de marzo de 2025 | Sudáfrica                                                  | 4:3     | Egipto                                      | Estadio Larbi Zaouli, Casablanca, Marruecos |             |
| 20:00               | - Mlondo 1' - Bohloko 27' (pen.), 41' (pen.) - Witbooi 71' | Reporte | - Anas Roshdi 4', 13' - Hamza Abelkarim 18' | Árbitro(s):                                 | Árbitro(s): |

| 3 de abril de 2025 | Camerún | 0:0     | Sudáfrica | Estadio Larbi Zaouli, Casablanca, Marruecos |             |
| 14:00              |         | Reporte |           | Árbitro(s):                                 | Árbitro(s): |

| 3 de abril de 2025 | Egipto    | 1:2     | Burkina Faso             | Estadio Larbi Zaouli, Casablanca, Marruecos |             |
| 17:00              | Ateya 78' | Reporte | - Dabo 41' - Tapsoba 69' | Árbitro(s):                                 | Árbitro(s): |

| 6 de abril de 2025 | Burkina Faso             | 2:0     | Sudáfrica | Estadio Larbi Zaouli, Casablanca, Marruecos |             |
| 17:00              | - Bara 65' - Tapsoba 89' | Reporte |           | Árbitro(s):                                 | Árbitro(s): |

| 6 de abril de 2025 | Camerún           | 1:2     | Egipto                                  | Estadio El Bachir, Mohammedía, Marruecos |             |
| 17:00              | - Zibi 33' (pen.) | Reporte | - Abdelkarim 43' (pen.) - El-Zoghbi 66' | Árbitro(s):                              | Árbitro(s): |

### Grupo C
| Equipo  | Pts | PJ | PG | PE | PP | GF | GC | Dif | Clasificación                                         |
| ------- | --- | -- | -- | -- | -- | -- | -- | --- | ----------------------------------------------------- |
| Túnez   | 7   | 3  | 2  | 1  | 0  | 5  | 1  | +4  | Cuartos de final y Copa Mundial de Fútbol Sub-17 2025 |
| Senegal | 7   | 3  | 2  | 1  | 0  | 3  | 0  | +3  | Cuartos de final y Copa Mundial de Fútbol Sub-17 2025 |
| Gambia  | 3   | 3  | 1  | 0  | 2  | 6  | 4  | +2  | Playoffs de la Copa Mundial Sub-17 de la FIFA         |
| Somalia | 0   | 3  | 0  | 0  | 3  | 1  | 10 | -9  |                                                       |

| 1 de abril de 2025 | Senegal   | 1:0     | Gambia | Estadio El Abdi, El Jadida, Marruecos |             |
| 14:00              | I. Sow 7' | Reporte |        | Árbitro(s):                           | Árbitro(s): |

| 1 de abril de 2025 | Somalia | 0:3     | Túnez                         | Estadio El Abdi, El Jadida, Marruecos |             |
| 17:00              |         | Reporte | - Tayechi 6', 58' - Saidi 43' | Árbitro(s):                           | Árbitro(s): |

| 4 de abril de 2025 | Gambia                                                              | 5:1     | Somalia        | Estadio El Abdi, El Jadida, Marruecos |             |
| 14:00              | - Drammeh 4' (pen.), 16', 76' - L. Mohamed 45+3' (a.g.) - Mendy 89' | Reporte | A. Mohamed 48' | Árbitro(s):                           | Árbitro(s): |

| 4 de abril de 2025 | Túnez | 0:0     | Senegal | Estadio El Abdi, El Jadida, Marruecos |             |
| 17:00              |       | Reporte |         | Árbitro(s):                           | Árbitro(s): |

| 7 de abril de 2025 | Senegal                            | 2:0     | Somalia | Estadio El Abdi, El Jadida, Marruecos |             |
| 20:00              | - I. Sow 29' (pen.) - E. Sow 90+4' | Reporte |         | Árbitro(s):                           | Árbitro(s): |

| 7 de abril de 2025 | Gambia      | 1:2     | Túnez                                | Estadio Municipal de Berrechid, Berrechid, Marruecos |             |
| 20:00              | - Mendy 46' | Reporte | - Ben Mahmoud 42' - Saidi 57' (pen.) | Árbitro(s):                                          | Árbitro(s): |

### Grupo D
| Equipo                   | Pts | PJ | PG | PE | PP | GF | GC | Dif | Clasificación                                         |
| ------------------------ | --- | -- | -- | -- | -- | -- | -- | --- | ----------------------------------------------------- |
| Costa de Marfil          | 7   | 3  | 2  | 1  | 0  | 10 | 3  | +7  | Cuartos de final y Copa Mundial de Fútbol Sub-17 2025 |
| Malí                     | 6   | 3  | 2  | 0  | 1  | 6  | 5  | +1  | Cuartos de final y Copa Mundial de Fútbol Sub-17 2025 |
| Angola                   | 4   | 3  | 1  | 1  | 1  | 7  | 3  | +4  | Playoffs de la Copa Mundial Sub-17 de la FIFA         |
| República Centroafricana | 0   | 3  | 0  | 0  | 3  | 2  | 14 | -12 |                                                       |

| 1 de abril de 2025 | Malí                           | 2:1     | Angola              | Estadio Municipal de Berrechid, Berrechid, Marruecos |             |
| 17:00              | - Bomba 11' - S. Coulibaly 74' | Reporte | - Jayden Puna 45+3' | Árbitro(s):                                          | Árbitro(s): |

| 1 de abril de 2025 | Costa de Marfil                                                     | 6:1     | República Centroafricana | Estadio Municipal de Berrechid, Berrechid, Marruecos |             |
| 20:00              | - Haïdara 4', 13', 41' (pen.), 55' (pen.) - Koidio 21' - Touali 88' | Reporte | - Otto 45+4'             | Árbitro(s):                                          | Árbitro(s): |

| 4 de abril de 2025 | Angola | 0:0     | Costa de Marfil | Estadio Municipal de Berrechid, Berrechid, Marruecos |             |
| 17:00              |        | Reporte |                 | Árbitro(s):                                          | Árbitro(s): |

| 4 de abril de 2025 | República Centroafricana | 0:2     | Malí                   | Estadio Municipal de Berrechid, Berrechid, Marruecos |             |
| 20:00              |                          | Reporte | - Fané 21' - Bomba 46' | Árbitro(s):                                          | Árbitro(s): |

| 7 de abril de 2025 | Malí                        | 2:4     | Costa de Marfil                                              | Estadio Municipal de Berrechid, Berrechid, Marruecos |             |
| 17:00              | - Dembélé 45+3' - Bomba 69' | Reporte | - Haïdara 4', 18' (pen.) - Keita 41' (a.g.) - B. Cissé 90+5' | Árbitro(s):                                          | Árbitro(s): |

| 7 de abril de 2025 | Angola                                                       | 6:1     | República Centroafricana | Estadio El Abdi, El Jadida, Marruecos |             |
| 17:00              | - Lucas 13' (pen.) - Liyun 26', 63', 69' - Muanha 64', 90+2' | Reporte | - Otto 87'               | Árbitro(s):                           | Árbitro(s): |

## Playoffs de la Copa Mundial Sub-17 de la FIFA
Los ganadores se clasificaron para la Copa Mundial Sub-17 de la FIFA 2025.
| 12 de abril de 2025 | Uganda            | 2:1     | Gambia     | Estadio El Abdi, El Jadida, Marruecos |             |
| 17:00               | - Bogere 15', 34' | Reporte | - Kanyi 1' | Árbitro(s):                           | Árbitro(s): |

| 12 de abril de 2025 | Egipto                           | 2:1     | Angola       | Estadio El Abdi, El Jadida, Marruecos |             |
| 20:00               | - El-Zoghbi 39' - Abdelkarim 69' | Reporte | Lourenço 83' | Árbitro(s):                           | Árbitro(s): |

## Fase eliminatoria
En la fase eliminatoria en caso de empate se utilizaron tandas de penaltis para decidir el ganador (artículo 75 del Reglamento).

### Cuadro de desarrollo
|  | Cuartos de final | Cuartos de final |                 |              | Semifinales | Semifinales |                 |              | Final        | Final |  |
|  |                  |                  |                 |              |             |             |                 |              |              |       |  |
|  |                  |                  |                 |              |             |             |                 |              |              |       |  |
|  | Marruecos        | 3                |                 |              |             |             |                 |              |              |       |  |
|  | Marruecos        | 3                |                 |              |             |             |                 |              |              |       |  |
|  | Sudáfrica        | 1                |                 |              |             |             |                 |              |              |       |  |
|  | Sudáfrica        | 1                |                 | Marruecos    | 0 (4)       |             |                 |              |              |       |  |
|  |                  |                  |                 | Marruecos    | 0 (4)       |             |                 |              |              |       |  |
|  |                  |                  | Costa de Marfil | 0 (3)        |             |             |                 |              |              |       |  |
|  | Costa de Marfil  | 0 (5)            | Costa de Marfil | 0 (3)        |             |             |                 |              |              |       |  |
|  | Costa de Marfil  | 0 (5)            |                 |              |             |             |                 |              |              |       |  |
|  | Senegal          | 0 (3)            |                 |              |             |             |                 |              |              |       |  |
|  | Senegal          | 0 (3)            |                 |              |             |             |                 | Marruecos    | 0 (4)        |       |  |
|  |                  |                  |                 |              |             |             |                 | Marruecos    | 0 (4)        |       |  |
|  |                  |                  | Malí            | 0 (2)        |             |             |                 |              |              |       |  |
|  | Burkina Faso     | 6                | Malí            | 0 (2)        |             |             |                 |              |              |       |  |
|  | Burkina Faso     | 6                |                 |              |             |             |                 |              |              |       |  |
|  | Zambia           | 1                |                 |              |             |             |                 |              |              |       |  |
|  | Zambia           | 1                |                 | Burkina Faso | 0           |             |                 | Tercer lugar | Tercer lugar |       |  |
|  |                  |                  |                 | Burkina Faso | 0           |             |                 | Tercer lugar | Tercer lugar |       |  |
|  |                  |                  | Malí            | 2            |             |             |                 |              |              |       |  |
|  | Túnez            | 1 (9)            | Malí            | 2            |             |             | Costa de Marfil | 1 (4)        |              |       |  |
|  | Túnez            | 1 (9)            |                 |              |             |             | Costa de Marfil | 1 (4)        |              |       |  |
|  | Malí             | 1 (10)           |                 |              |             |             |                 |              | Burkina Faso | 1 (1) |  |
|  | Malí             | 1 (10)           |                 |              |             |             |                 |              | Burkina Faso | 1 (1) |  |
|  |                  |                  |                 |              |             |             |                 |              |              |       |  |

### Cuartos de final
| 10 de abril de 2025 | Marruecos                     | 3:1     | Sudáfrica     | Estadio Larbi Zaouli, Casablanca, Marruecos |                                |
| 17:00               | - El Aoud 13' - Baha 61', 62' | Reporte | - Bohloko 54' | Árbitro(s): Brahamou Sadou Ali              | Árbitro(s): Brahamou Sadou Ali |

| 10 de abril de 2025 | Burkina Faso                                                          | 6:1     | Zambia         | Estadio El Bachir, Mohammedía, Marruecos |                            |
| 20:00               | - Fofana 11' - Tapsoba 21' (pen.), 77' (pen.), 90' - Diakité 58', 68' | Reporte | - Nyirongo 35' | Árbitro(s): Hamza El Fareq               | Árbitro(s): Hamza El Fareq |

| 11 de abril de 2025 | Costa de Marfil                                   | 0:0 (5:3 p.)               | Senegal                                     | Estadio Municipal de Berrechid, Berrechid, Marruecos |                                   |
| 17:00               |                                                   | Reporte                    |                                             | Árbitro(s): Abdulwahid Huraywidah                    | Árbitro(s): Abdulwahid Huraywidah |
|                     |                                                   | Tiros desde el punto penal |                                             |                                                      |                                   |
|                     | - Touali - Doumbia - N'Guessan - Gobehi - Haïdara |                            | - A. Mbengue - O. Ndiaye - E. Cissé - Dieng |                                                      |                                   |

| 11 de abril de 2025 | Túnez                                                                                                  | 1:1 (9:10 p.)              | Malí                                                                                               | Estadio El Abdi, El Jadida, Marruecos |                              |
| 20:00               | - Saidi 79'                                                                                            | Reporte                    | - Dembélé 42'                                                                                      | Árbitro(s): Brighton Chimene          | Árbitro(s): Brighton Chimene |
|                     | | Tiros desde el punto penal | |                                       |                              |
|                     | - Saidi - Ben Ali - Mokhtari - Tayechi - Telmoudi - Abdallah - Akid - Touati - Hasni - Krai - Bouaskar |                            | - Bomba - Keita - Fané - Berthe - Dembélé - Tounkara - Camara - Doumbia - Traoré - Konaté - Diarra |                                       |                              |

### Semifinales
| 15 de abril de 2025 | Burkina Faso | 0:2     | Malí                    | Estadio El Bachir, Mohammedía, Marruecos |                                   |
| 17:00               |              | Reporte | - Fané 42' - Traoré 74' | Árbitro(s): Abdulwahid Huraywidah        | Árbitro(s): Abdulwahid Huraywidah |

| 15 de abril de 2025 | Marruecos                                                        | 0:0 (4:3 p.)               | Costa de Marfil                                          | Estadio Larbi Zaouli, Casablanca, Marruecos |                              |
| 20:00               |                                                                  | Reporte                    |                                                          | Árbitro(s): Brighton Chimene                | Árbitro(s): Brighton Chimene |
|                     |                                                                  | Tiros desde el punto penal |                                                          |                                             |                              |
|                     | - Belmokhtar - Baha - El Khalfioui - Ouahabi - Ouazane - Mouhoub |                            | - Touali - Doumbia - N'Guessan - Bamba - Haïdara - Sylla |                                             |                              |

### Tercer lugar
| 18 de abril de 2025 | Costa de Marfil                      | 1:1 (4:1 p.)               | Burkina Faso                   | Estadio Larbi Zaouli, Casablanca, Marruecos         |                                                     |
| 20:00               | - Haïdara 84'                        | Reporte                    | - Diakité 28'                  | Árbitro(s): Lominson Josianno Elivas Todihajaniaina | Árbitro(s): Lominson Josianno Elivas Todihajaniaina |
|                     |                                      | Tiros desde el punto penal |                                |                                                     |                                                     |
|                     | - Haïdara - Bamba - Doumbia - Touali |                            | - Barro - Coulibaly - Ouattara |                                                     |                                                     |

### Final
| 19 de abril de 2025 | Marruecos                                    | 0:0 (4:2 p.)               | Malí                            | Estadio El Bachir, Mohammedía, Marruecos |                                  |
| 15:00               |                                              | Reporte                    |                                 | Árbitro(s): Antsino Twanyanyukwa         | Árbitro(s): Antsino Twanyanyukwa |
|                     |                                              | Tiros desde el punto penal |                                 |                                          |                                  |
|                     | - Baha - El Khalfioui - Ouahabi - Belmokhtar |                            | - Bomba - Keita - Koné - Berthe |                                          |                                  |

|                               |
| Bandera de Marruecos          |
| Campeón Marruecos 1.er título |

## Clasificados a la Copa Mundial de Fútbol Sub-17 de 2025
Los siguientes 10 equipos se clasificaron para el torneo juvenil de la FIFA.
| Equipo          | Fecha               | Apariciones previas                    |
| --------------- | ------------------- | -------------------------------------- |
| Burkina Faso    | 3 de abril de 2025  | 5 (1999, 2001, 2009, 2011, 2023)       |
| Malí            | 4 de abril de 2025  | 6 (1997, 1999, 2001, 2015, 2017, 2023) |
| Sudáfrica       | 6 de abril de 2025  | 1 (2015)                               |
| Marruecos       | 6 de abril de 2025  | 2 (2013, 2023)                         |
| Zambia          | 6 de abril de 2025  | Debutante                              |
| Costa de Marfil | 7 de abril de 2025  | 4 (1987, 2005, 2011, 2013)             |
| Túnez           | 7 de abril de 2025  | 3 (1993, 2007, 2013)                   |
| Senegal         | 7 de abril de 2025  | 2 (2019, 2023)                         |
| Uganda          | 12 de abril de 2025 | Debutante                              |
| Egipto          | 12 de abril de 2025 | 2 (1987, 1997)                         |